# 小林敬 (声優)
小林 敬（こばやし けい、8月21日 - ）は、日本の男性声優。千葉県出身。フォレストリンク準所属。

## 人物
大学の演劇サークルで初めて芝居を経験し、演じることの楽しさを知ったことと、格闘ゲームの『BLAZBLUE』で中村悠一の演技に感銘を受けたことで、声優を目指すようになった。
趣味・特技に格闘ゲーム、バスケットボールを挙げる。格闘ゲームは高校時代から続けている。

## 出演
太字はメインキャラクター。

### テレビアニメ
- 俺が好きなのは妹だけど妹じゃない（2018年、男子生徒）
- 魔入りました!入間くん（2021年、生徒たち）

### Webアニメ
- 彼女は歌う、だから僕は。（2020年）

### ゲーム
時期更新
- 神凪ノ杜 龍神奇譚（ギスケ）
- 誰ガ為のアルケミスト（セリオルド・セクリディス四世）
- ゆめいろファンタジー ラテール（ジン）
- 極の道

2020年代
- ファイナルファンタジーVII リメイク（2020年）
- メギド72（2020年 - 2023年、アザゼル、チユエン）
- 探偵撲滅（2021年、無能探偵）

### オーディオブック
- 青くて痛くて脆い
- 余命10年
- パレード（小窪サトル[5]）

### デジタルコミック
- ネトゲ恋愛 〜オフ会行ったらイケメン同僚に遭遇してしまいました…〜（2019年、SMZ[6]）
- 隣の宇宙人がコワい（2021年、男子生徒）
- 恋と嘘は隠せない（2021年、和泉星佑）
- 腹黒カレシは溺愛をこじらせる（2021年、黒髪男子）
- 野球場でいただきます（2022年、チケット販売員、他）
- キミガシネ -多数決デスゲーム-（2022年、日和颯）
- 貧乏令嬢の勘違い聖女伝 〜お金のために努力してたら、王族ハーレムが出来ていました!?〜（2022年、村人）
- ヤマビコな日常（2022年、野山ヤマビコ）
- 第七王子に生まれたけど、何すりゃいいの？ （2022年、ジョバンニ・チェントロ）
- ボクラノキセキ（2022年、いじめっこ）
- 鵺ん家（2022年、男子生徒[7]）
- ロイヤルテーラー ～王宮の裁縫師～（2022年、フィリル）
- 悪役のご令息のどうにかしたい日常（2023年、トレーズ）
- どうやら私が聖女なのですが、望み通り追放されてあげようと思います。（2023年、オリバー）

### 吹き替え
- レゴ ニンジャゴーシリーズ（ネルソン 他）